# 1467

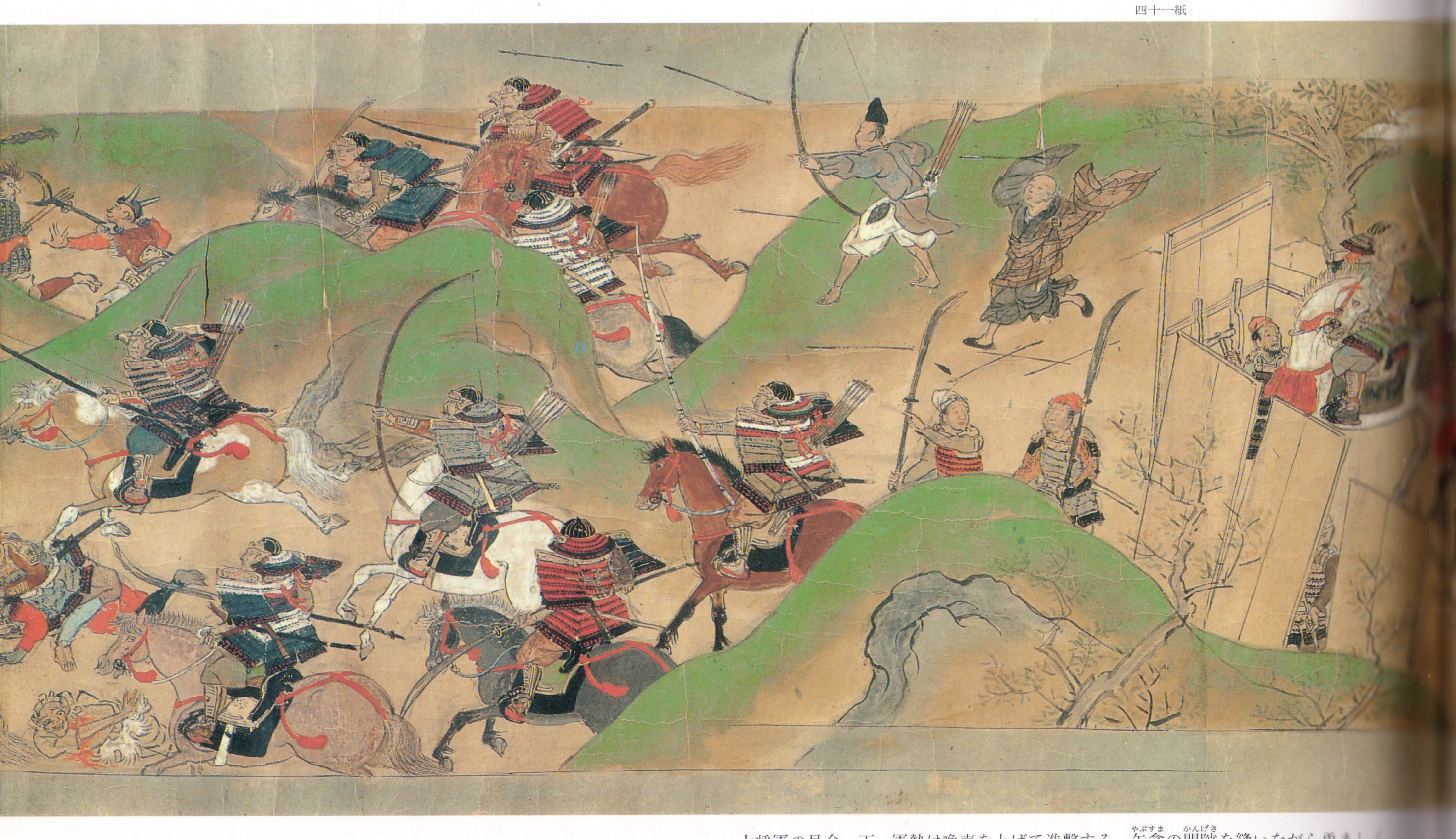
Scene uit de Onin-oorlog

Het jaar 1467 is het 67e jaar in de 15e eeuw volgens de christelijke jaartelling.

## Gebeurtenissen
mei
- 5 Inschrijving van Hugo van der Goes als vrijmeester in het Gentse schildersambacht, het latere Sint-Lucasgilde.

juni
- 28 - Bij de inhuldiging van Karel de Stoute als graaf van Vlaanderen komt het in Gent tot ongeregeldheden, die met harde hand worden beëindigd.

juli
- juli - Begin van de Onin-oorlog in Japan over de opvolging van Ashikaga Yoshimasa als shogun.

september
- september - Kioto wordt aangevallen. Het noordelijke deel van de stad wordt verwoest en de inwoners vluchten massaal weg.

oktober
- 28 - Slag bij Brustem: De troepen van Karel de Stoute verslaan het volksleger van Luik en Loon, die tegen de Bourgondische overheersing in opstand waren gekomen.

zonder datum
- Slag bij Chapakchur: Oezoen Hasan van de Ak Koyunlu verslaat Jahan Shah van de Kara Koyunlu. Einde van het rijk van de Kara Koyunlu.
- Otto II van Brunswijk-Lüneburg huwt Anna van Nassau-Dillenburg

## Kunst

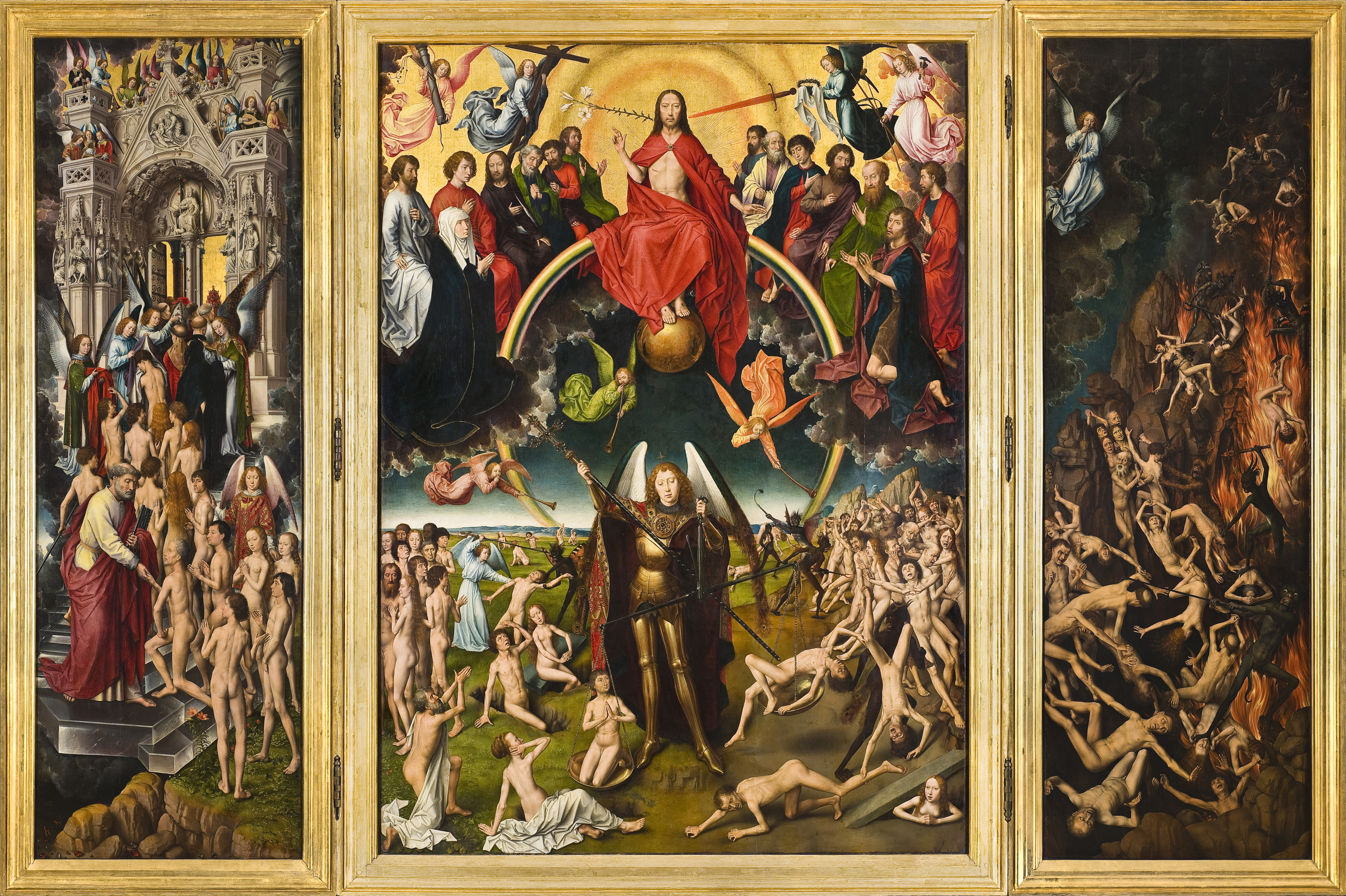
Hans Memling: Het laatste oordeel
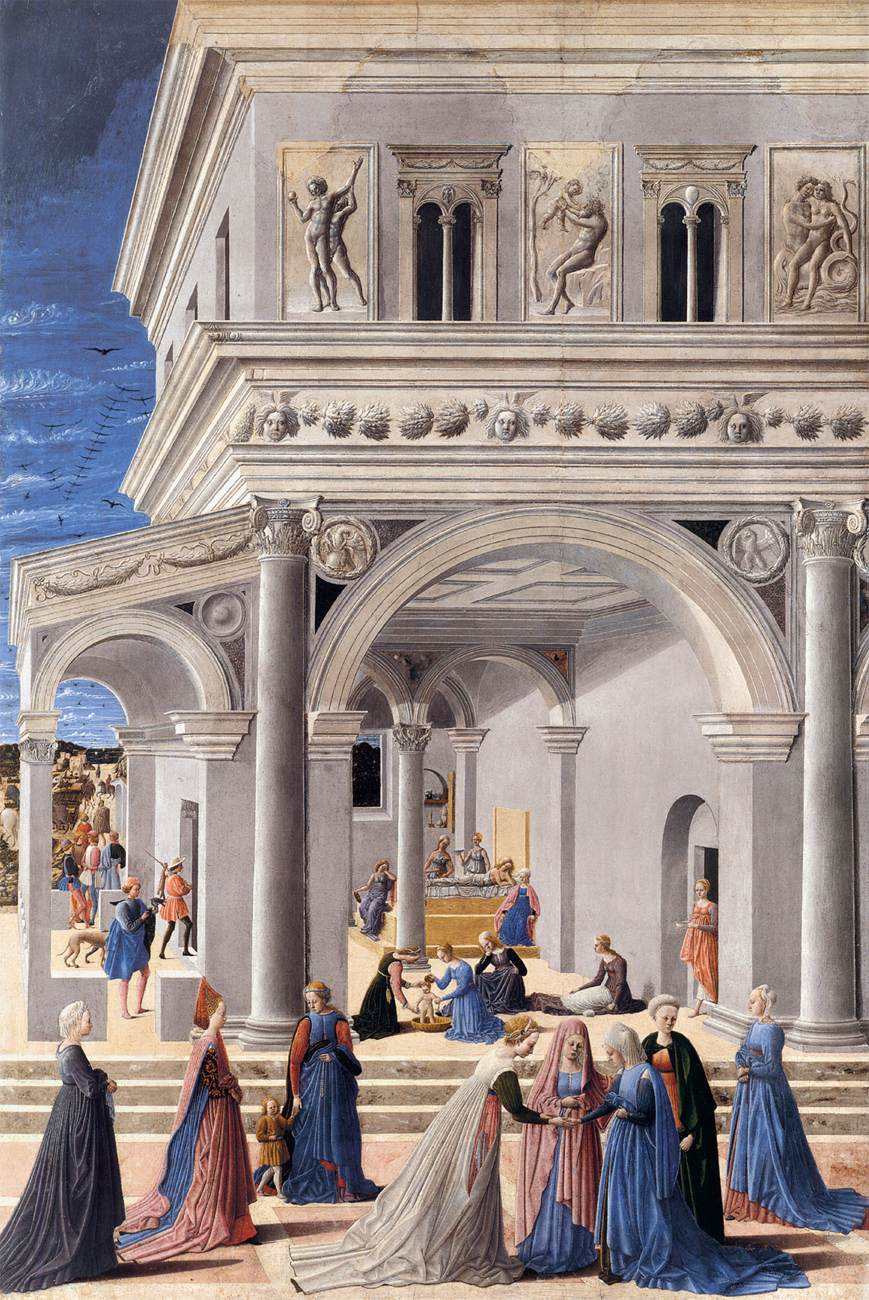
Fra Carnevale: De geboorte van de Maagd
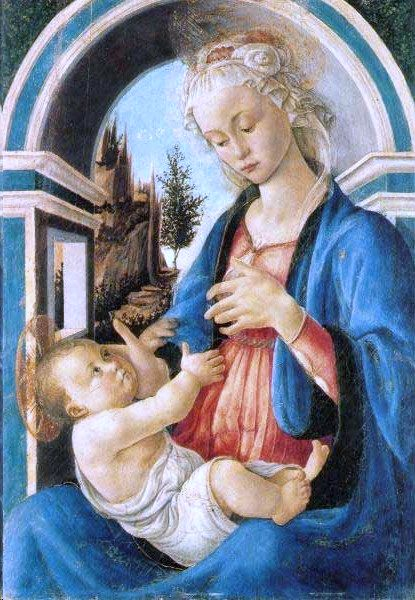
Sandro Botticelli: Madonna met kind

## Opvolging
- Bourgondië, Luxemburg, Brabant, Vlaanderen, Holland en Namen - Filips de Goede opgevolgd door zijn zoon Karel de Stoute
- generalitat de Catalunya - Francesc Colom opgevolgd door Pontius Andreas van Vilar
- Duitse Orde - Lodewijk van Erlichshausen opgevolgd door Hendrik Reuss van Plauen
- Mamelukken (Egypte) - Zaher Khoshkadam opgevolgd door Seif Eddin Yalbai, op zijn beurt opgevolgd door Zaher Tamarbagha, op zijn beurt opgevolgd door Khair Bey
- Manipur - Ningthou Khomba opgevolgd door Senbi Kiyaamba
- Mirandola - Gian Francesco I opgevolgd door Galeotto I
- Orde van Sint-Jan (4 maart) - Piero Raimondo Zacosta opgevolgd door Giovanni Battista Orsini
- Zweden - Christiaan I van Denemarken opgevolgd door Karel VIII

## Afbeeldingen

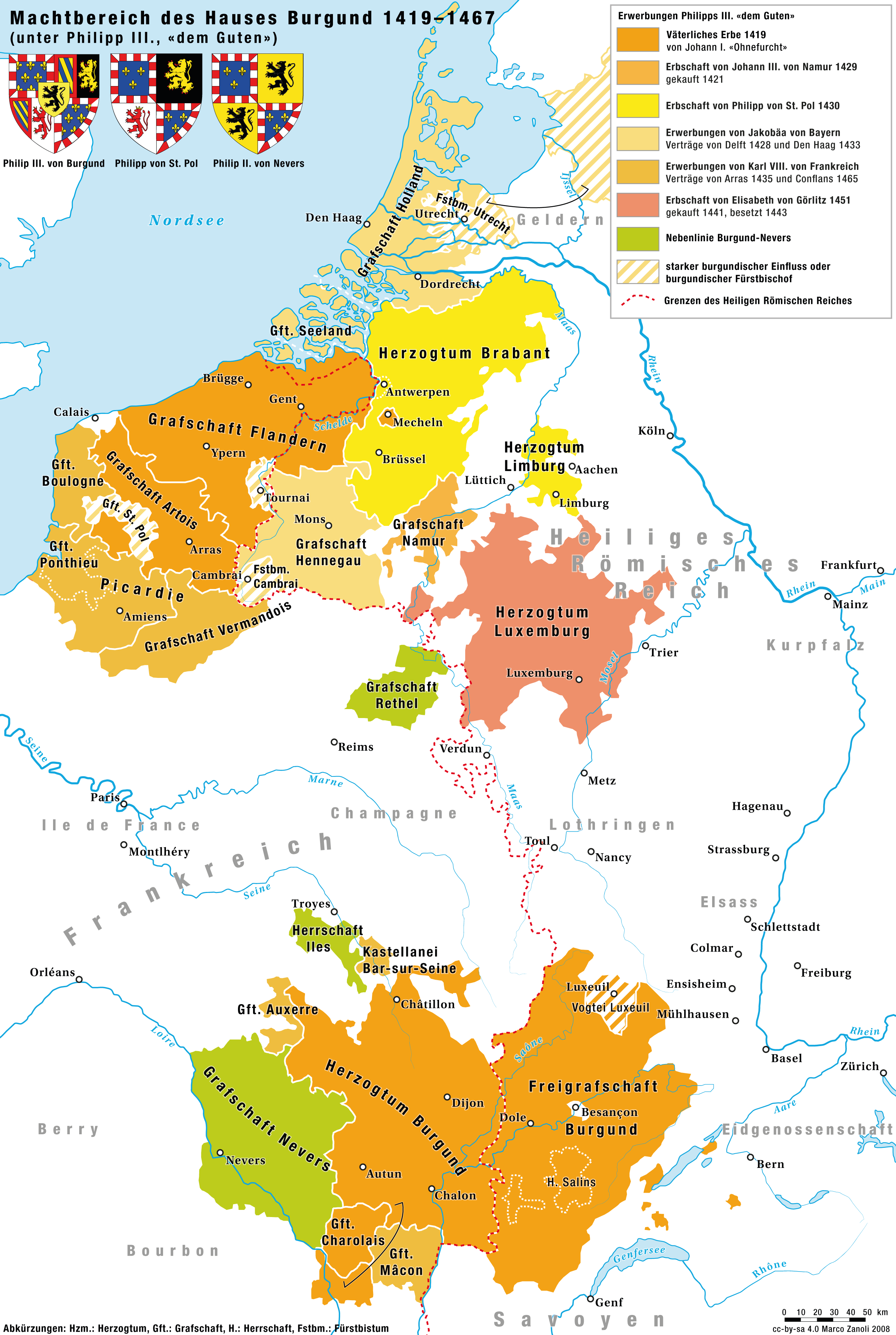
De Bourgondische erflanden
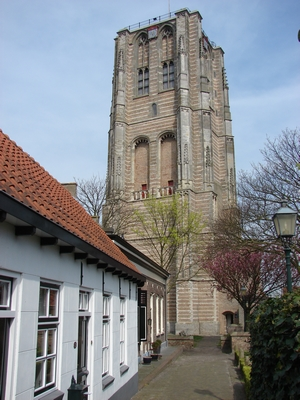
Toren van Goedereede, bouw begonnen 1467

## Geboren
- 1 januari - Sigismund I, grootvorst van Litouwen (1505-1548) en koning van Polen (1506-1548)
- 4 januari - Botho VIII van Stolberg-Wernigerode, Duits edelman
- 26 januari - Guillaume Budé, Frans geleerde
- 8 mei - Adalbert van Saksen, Duits geestelijke
- 11 augustus - Maria van York, Engels prinses
- 21 oktober - Giovanni de' Medici il Popolano, Florentijns edelman
- 28 oktober - Desiderius Erasmus, Nederlands filosoof (jaartal bij benadering)
- 9 november - Filippa van Egmont, Nederlands-Frans edelvrouw
- 9 november - Karel van Gelre, hertog van Gelre (1492-1538)
- 25 november - Thomas Dacre, Engels edelman
- Sibylle van Brandenburg, Duits edelvrouw
- Ramón Folch van Cardona, Aragonees generaal en diplomaat
- Claude I Carondelet, Bourgondisch staatsman
- Richard van Greiffenklau tot Vollrads, vorst-aartsbisschop van Trier
- John Mair, Schots filosoof
- Jan van Armagnac-Nemours, Frans edelman (jaartal bij benadering)
- Jan IV van Auvergne, Frans edelman (jaartal bij benadering)
- Giovanni Antonio Boltraffio, Italiaans schilder (jaartal bij benadering)
- Pedro Álvares Cabral, Portugees ontdekkingsreiziger (jaartal bij benadering)
- Andrea Sansovino, Italiaans beeldhouwer (jaartal bij benadering)

## Overleden
- 21 februari - Piero Raimondo Zacosta, grootmeester van de Orde van Sint-Jan
- 30 april - Jan van Angoulême (67), Frans edelman
- 15 juni - Filips de Goede (70), hertog van Bourgondië
- 3 september - Eleonora Helena (32), echtgenote van keizer Frederik III
- 11 november - Hendrik IX de Oude (~78), Silezisch edelman
- Jan I van Cortenbach (~65), Limburgs edelman
- Lodewijk van Erlichshausen (~57), grootmeester van de Duitse Orde
- Marie de Foix (~15), Frans edelvrouw
- Diederik von der Recke (~57), Duits edelman